# Célio Studart
Célio Studart Barbosa (Fortaleza, 19 de junho de 1987) é um advogado e político brasileiro, filiado ao PSD.

## Política
Em 2016 foi eleito vereador por Fortaleza. Em 2018 foi eleito deputado federal pelo Ceará. Em 2020, candidatou-se ao cargo de prefeito de Fortaleza pelo PV.

## Desempenho eleitoral
| Ano  | Eleição                | Coligação                                        | Partido            | Candidato a      | Votos           | Resultado             |
| ---- | ---------------------- | ------------------------------------------------ | ------------------ | ---------------- | --------------- | --------------------- |
| 2012 | Municipal de Fortaleza | não havia                                        | PV                 | Vereador         | 1.983 (0,16%)   | Não eleito (suplente) |
| 2014 | Estadual no Ceará      | PTC, PEN, PTdoB, PRTB, PMN, PPL e PV             | PV                 | Deputado federal | 29.763 (0,68%)  | Não eleito            |
| 2016 | Municipal de Fortaleza | Um novo caminho (PR e SD)                        | Solidariedade (SD) | Vereador         | 38.278 (3,05%)  | Eleito                |
| 2018 | Estadual no Ceará      | Em defesa do Ceará (PT, PCdoB, PP, PV, PR e PMN) | PV                 | Deputado federal | 208.854 (4,55%) | Eleito                |
| 2020 | Municipal de Fortaleza | sem coligação                                    | PV                 | Prefeito         | 45.369 (3,54%)  | Não eleito (5º lugar) |
| 2022 | Estadual no Ceará      | sem coligação                                    | PSD                | Deputado federal | 205.106 (4,01%) | Eleito                |